# 지중해 (1991년 영화)
《지중해》(Mediterraneo)는 이탈리아에서 제작된 가브리엘 살바토레 감독의 1991년 전쟁, 드라마, 코미디 영화이다. 디에고 아바탄투오노 등이 주연으로 출연하였고 실비오 버루스코니 등이 제작에 참여하였다.

## 출연

### 주연
- 디에고 아바탄투오노
- 클라우디오 비가글리
- 쥬세페 세데르나
- 클라우디오 비시오
- 지지오 알베르티

### 조연
- 우고 콘티
- 메모 디니
- 바스코 미란돌라
- 바나 바르바
- 루이지 몬티니
- 아이린 그라지올
- 안토니오 카타니아

## 한국어 더빙 성우진(MBC)
- 손원일 - 몬티니 중위 (클라우디오 비가글리)
- 박조호 - 로루소 상사 (디에고 아바탄투오노)
- 최한 - 파리나 (쥬세페 세데르나)
- 윤성혜 - 바실리사 (반나 바르바)
- 김호성 - 스트라짜 (지지오 알베르티)
- 최석필 - 콜라산티 (우고 콘티)
- 이철용 - 노벤타 (클라우디오 비시오)
- 이상훈
- 방성준
- 이원찬
- 정재헌